# Corpus-callosum-Agenesie
Die Corpus-callosum-Agenesie (Balkenagenesie) ist eine angeborene Fehlbildung des Gehirns, die dadurch gekennzeichnet ist, dass die Verbindung zwischen der rechten und linken Hirnhälfte, das Corpus callosum, fehlt oder stark unterentwickelt ist. Die Nervenfasern, die normalerweise den Balken bilden, verlaufen in Längsrichtung innerhalb der jeweiligen Hemisphäre und formen eine Probst-Bündel genannte Struktur.
Meist findet sich auch eine Kolpozephalie.
Bei einer partiellen Corpus-callosum-Agenesie fehlt nur ein Teil des Balkens. Wurde der Balken hingegen operativ durchtrennt, so handelt es sich nicht um eine Corpus-callosum-Agenesie, sondern um Split Brain.

## Häufigkeit
In der Regel tritt die Corpus-callosum-Agenesie sporadisch auf, jedoch weist das gelegentliche Auftreten bei Geschwistern auf eine Beteiligung genetischer Faktoren hin (X-Chromosomaler oder autosomal rezessiver Erbgang) und es wird hier von einer Merkmalsträgerschaft bei 10 % der Geschwister ausgegangen. Allgemein beträgt die Inzidenz 3:1.000 bis 7:1.000.

## Diagnose
Die Corpus-callosum-Agenesie ist angeboren und manifestiert sich im frühen Kindesalter. Eine vorgeburtliche Diagnose ist möglich. Bei mehr als 70 Syndromen gehört die Balkenagenesie zu den typischen Merkmalen (= syndromatische Corpus-callosum-Agenesie). Vier von 50 Kindern haben eine Chromosomenbesonderheit: Sehr häufig können hier Besonderheiten im Bereich der Chromosomen 8, 13 oder 18 festgestellt werden wie zum Beispiel Pätau-Syndrom (Trisomie 13), Edwards-Syndrom (Trisomie 18) oder Triploidie.
Auch bei Menschen mit Chromosomenaberrationen des Chromosoms 3 wurde manchmal ein Balkenmangel festgestellt.

## Prognose
Die Spannbreite der möglichen Entwicklung von Kindern mit Corpus-callosum-Agenesie ist recht groß. Sie ist unter anderem abhängig davon, ob die Fehlbildung einzeln vorliegt oder ob sie Merkmal einer speziellen Behinderung ist, die wiederum mit weiteren Symptomen einhergeht, die die Entwicklung beeinflussen. Je nachdem bewegt sich die Entwicklungsprognose für Kinder mit Balkenagenesie im Rahmen von weitgehendem Fehlen einer besonderen Symptomatik bis zu schwerer körperlicher und kognitiver Behinderung (unter Umständen auch mit beispielsweise Epilepsie, Ataxie oder Störung der Thermoregulation).

## Im Rahmen von Syndromen
Bei mehreren Syndromen kann ein Balkenmangel mit auftreten:
- Delleman-Syndrom
- Edwards-Syndrom
- Greig-Syndrom
- L1CAM-Syndrom
- Mikrodeletionssyndrom 21q22
- Miller-Dieker-Syndrom
- Pätau-Syndrom
- Polymikrogyrie mit Sehnerv-Hypoplasie
- Septo-optische Dysplasie
- Smith-Lemli-Opitz-Syndrom
- XLAG-Syndrom
- Vici-Syndrom
- Corpus callosum-Agenesie-Neuropathie-Syndrom[2][3]